# Mittlere Marzellspitze
La Mittlere Marzellspitze (en italien Punta di Marzèl di Mezzo) est une montagne qui s’élève à 3 528 ou 3 532 m d’altitude dans les Alpes de l'Ötztal, à la frontière entre l'Autriche et l'Italie.